# 105.ª Brigada Mixta (Ejército Popular de la República)
La 105.ª Brigada Mixta fue una unidad del Ejército Popular de la República creada durante la Guerra Civil Española. A lo largo de la contienda estuvo desplegada en varios frentes, sin llegar a tener una participación destacada.

## Historial
La unidad fue creada en Valencia en marzo de 1937 a partir de veteranos y fuerzas procedentes de los reemplazos de 1932 a 1935. Inicialmente quedó bajo el mando del teniente coronel de infantería Esteban Domingo Piña, con el comunista Pedro Orgaz Librero como comisario político.
Algún tiempo después la brigada sería adjudicada a la 10.ª División del I Cuerpo de Ejército y con ella acudió a la batalla de Brunete. Durante los combates de Brunete la 105.ª Brigada tomó parte en la conquista de Villanueva del Pardillo, el 9 de julio, para después cruzar el río Guadarrama y continuar su avance hasta alcanzar el sector de Zarzalejo-Valquemado (hacia el 12 de julio). La 105.ª BM actuó en el flanco derecho de la ofensiva republicana. Sin embargo, sus avances terminaron en «Loma Negra», donde sufriría importantes bajas en los combates con las fuerzas franquistas; esto obligó a la unidad a retirarse a la orilla derecha del río Aulencia.
Al finalizar las operaciones en Brunete el mando de la 105.ª pasó al mayor de milicias Silverio Castañón Rodríguez. Quedaría, además, agregada a la 69.ª División del I Cuerpo de Ejército. En julio de 1938 fue enviada al frente de Levante, donde encuadrada en la 61.ª División del XIII Cuerpo de Ejército, si bien su participación fue muy reducida dado que las operaciones en el Levante finalizaron tras el comienzo de la batalla del Ebro. En enero de 1939 llegó a tomar parte en la batalla de Peñarroya.

## Mandos
Comandantes
- Teniente coronel de infantería Esteban Domingo Piña;
- Mayor de milicias Silverio Castañón Rodríguez;

Comisarios
- Pedro Orgaz Librero, del PCE;[5]